# Estaleiros Navais de Viana do Castelo
Die Estaleiros Navais de Viana do Castelo (ENVC) war eine portugiesische Werft in der Stadt Viana do Castelo, die von 1944 bis 2018 bestand. Sie war eine mehrheitlich in öffentlicher Hand befindliche Aktiengesellschaft und eine der wichtigsten Werften des Landes.

## Geschichte

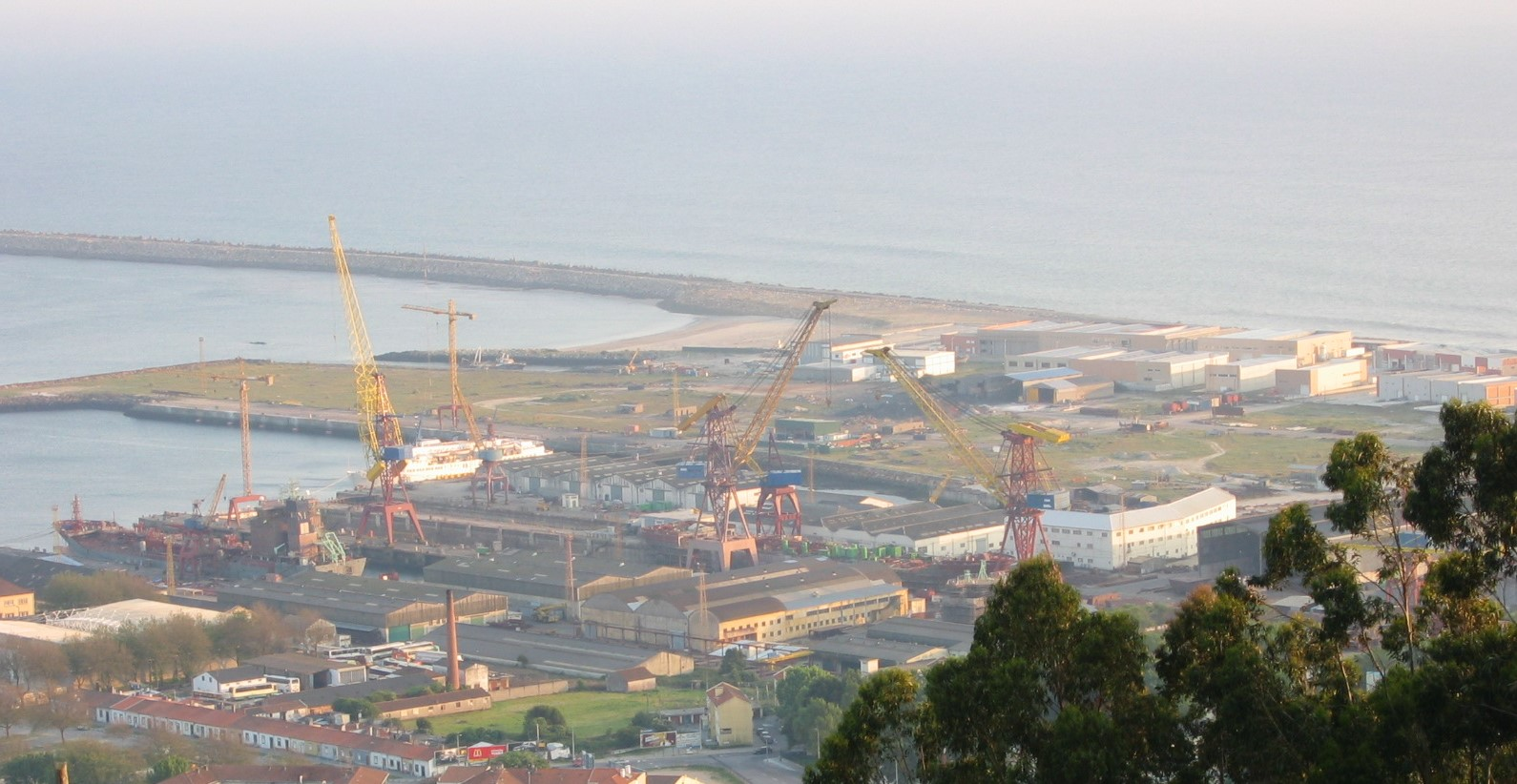
Estaleiros Navais de Viana do Castelo im Jahr 2004

### Gründung und Aufbau
Die Estaleiros Navais de Viana do Castelo wurden im Juni 1944 auf Initiative der Regierung geschaffen, die auf lange Sicht eine Entwicklung und Modernisierung der portugiesischen Flotte beabsichtigte. Die ersten Teilhaber waren Schiffsbauer aus dem Hafen von Lissabon aus Unternehmen im Bereich des Kabeljaufangs.
Die ersten auf der Werft gebauten Schiffe waren drei Trawler für den Kabeljaufang im Auftrag portugiesischer Fischereigesellschaften. 1948 lieferte die Werft die Senhor dos Mareantes und Senhora das Candeias an die Empresa de Pesca de Viana do Castelo sowie die São Gonçalinho an die Empresa de Pesca de Aveiro. ENVC begann sich daraufhin dem Bau von Schiffen für die Große Fahrt zu widmen. Später erweiterte sie die Produktpalette auch auf andere Schiffstypen einschließlich Fähr- und Kriegsschiffen.
1975 wurde die Werft nationalisiert. 1991 wurde ENVC in eine Aktiengesellschaft umgewandelt mit dem Staat als Hauptaktionär.

### Infrastruktur
Die Anlagen der ENVC befanden sich im Hafengebiet von Viana do Castelo. Sie umfassten:
- 300 m langer Reparaturkais
- 2 Liegekais von je 190 m
- Trockendock 127 × 18 m
- Trockendock 203 × 30 m
- Konstruktionsplattform 140 × 30 m
- Ebene zur Wasserung 120 × 40 m

### Ende der Werft
Die Werft geriet um 2010 in finanzielle Schwierigkeiten und sollte reprivatisiert werden. Dazu erhielt sie staatliche Beihilfen, bei denen sich erst später herausstellte, dass diese nicht der Europäischen Kommission gemeldet worden waren – was die Schließung wiederum beschleunigte. Am 10. Januar 2014 stellte die Werft ihren Betrieb ein, gleichzeitig wurde das Werftgelände von der staatlichen Holding mit einem Unterkonzessionsvertrag an die neugegründete Werft West Sea der privaten Martifer-Gruppe verpachtet, die auch einen Teil der Mitarbeiter übernahm. Die formelle Auflösung sollte ursprünglich im Oktober 2015 erfolgen, wurde jedoch zur Abarbeitung alter Aufträge verschoben. Am 31. März 2018 erfolgte die formelle Auflösung des Unternehmens.

## Bauliste (Auswahl)
Im Laufe seiner Geschichte hat ENVC mehr als 200 Schiffe aller möglichen Typen konstruiert:
| Bau-Nr. | Ablieferung | IMO-Nr. | Schiffsname                | Schiffstyp             | Vermessung | Auftraggeber                                        | Anmerkungen |
| ------- | ----------- | ------- | -------------------------- | ---------------------- | ---------- | --------------------------------------------------- | --- |
| 14      | 1953        | 5124174 | Funchalense                | Frachtschiff           | 657 BRT    | Empresa de Navegação Madeirense                     | Erster Frachtschiffbau der Werft und erster Fruchtschiffbau in Portugal; bis 1966 als Funchalense, anschließend als Ihla de Porto Santo Inselversorger für Madeira und später auch den Azoren; 1982 abgewrackt.              |
| 15      | 1955        | 5130587 | Gil Eannes                 | Hospitalschiff         | 3467 BRT   | Grémio dos Armadores de Navios da Pesca do Bacalhau | Hospital- und Unterstützungsschiff für Kabeljaufischer vor Neufundland und bis 1973 im Einsatz; anschließend Frachtschiff und später Hospitalschiff in Angola; 1984 außer Dienst, seit 1998 Museumsschiff.                   |
|         | 1955        |         | Cedros                     | Passagierschiff        | 1028 BRT   | Empresa Insulana de Navegação                       | Passagierschiff für Liniendienst im Azorenarchipel, Schwesterschiff der Arnel. 1973 abgewrackt. |
|         | 1955        |         | Arnel                      | Passagierschiff        | 1025 BRT   | Empresa Insulana de Navegação                       | Passagierschiff für Liniendienst im Azorenarchipel. Am 19. September 1958 vor Santa Maria (Azoren) gestrandet und gesunken.                                                                                                  |
| 23      | 1954        | 8966767 | Eborense                   | RoPax-Fähre            | 460 BRT    | Transtejo                                           | mit Alentejense eine der beiden Autofähren, Einsatz auf Route Trafaria – Porto Brandão – Belém. Ab 2010 durch Lisbonense und Almadense abgelöst; 2024 noch in Fahrt bzw. Reservefahrzeug                                     |
| 45      | 1959        | 5375333 | Vagbingur                  | Trawler                | 962 BRT    | Hvørjum landsstýri till byn Vági, Färöer            | 1959 Fischereifahrzeug, 1974 Bjarnoy II, 1980 nach Stockholm verkauft, bis 1988 Umbau zum Passagierschiff August Strindberg, seit 1988 Einsatz als Teaterskkeppet;                                                           |
|         | 1963        | 5413240 | São Gabriel                | Tanker                 | 7901 BRT   | Marinha Portuguesa                                  | eine der ersten Bauten für die Marine und zugleich deren größtes Schiff; Einsätze u. a. in Angola während des Portugiesischen Kolonialkrieges; 1995 abgewrackt.                                                              |
|         | 1965        |         | Almirante Magellan Correia | Fregatte               | 1945 t     | Marinha Portuguesa                                  | einzige der drei Fregatten der Almirante Pereira da Silva-Klasse, die bei ENVC gebaut wurde. 1989 außer Dienst; |
| 87      | 1972        | 7116781 | Erika Fisser               | Massengutfrachter      | 3892 BRT   | Fisser & v. Doornum                                 | Teillieferung von drei Schiffen der 10 Frachter vom Typ Porter für Fisser & v. Doornum; 1990 Bau eines neuen Vor- und Mittelschiffes.                                                                                        |
| 92      | 1974        | 7325851 | Major Sucharski            | Stückgutfrachter       | 5668 BRT   | Centromor                                           | Lieferung des ersten von fünf Kaskos des poln. Typs Stocznia Gdynia B41 an die Werft Stocznia im. Komuny Paryskiej, für die Polskie Linie Oceaniczne; 1997 Diamond Ray, 1998 verschrottet.                                   |
| 130     | 1984        | 8222367 | Sormovskiy-3051            | Küstenmotorschiff      | 3048 BRZ   | Sudoimport, UdSSR                                   | Lieferung als erstes einer Serie von Schiffen des Typs Sormovskiy, in Fahrt. |
| 150     | 1988        | 8801113 | Port Lima                  | Küstenmotorschiff      | 2351 BRZ   | Portline Transportes Maritimos Internacionais       | Lieferung als erstes von vier Schiffen der Tor-Klasse; 1993 Mellum, 1994 Lady Linda, 2004 Burgtor, 2021 Wings, 2023 Lady Mina, in Fahrt.                                                                                     |
|         | 1992        | 5090660 | Discovery                  | Forschungsschiff       | 2707 BRZ   | Natural Environment Research Council                | Umbau und Modernisierung: Verlängerung um 10 Meter, neue Aufbauten und Neu-Motorisierung, 2013 verschrottet |
| 197     | 1996        | 9125669 | CMBT Caravel               | Frachtschiff           | 3821 BRZ   | MS Blexen SGmbH & Co. KG                            | 1996: Blexen, 1998 CMBT Caravel, 1998 Portlink Caravel, 2006 Blexen, seit 2012 litauische Amiko |
| 217     | 2000        | 9213935 | Diana J                    | Schwergutschiff        | 7252 BRZ   | Reederei Jüngerhans                                 | Typschiff des 13 Einheiten umfassenden Typs Century 8000 der Reederei Jüngerhans |
| 213     | 2003        | 9267534 | Carmel Ecofresh            | Mehrzweckschiff        | 18931 BRZ  | Valshic Shipping, Israel                            | Mit Schwesterschiff Carmel Bio-Top bis dahin größter Neubau; bis 2017 unter verschiedenen Namen Frucht-, Blumen- und Containerdienst zwischen Israel und Marseille, Valencia sowie Genua; 2017 abgewrackt.                   |
| 237     | 2003        | 9267390 | Lobo Marinho               | Fährschiff             | 8072 BRZ   | Porto Santo Line                                    | Für Fährdienst zwischen Madeira und der Nachbarinsel Porto Santo gebaut; verkehrt fast täglich und befördert auch Versorgungsgüter.                                                                                          |
| 234     | 2005        | 9329344 | Douro Cruiser              | Flusskreuzfahrtschiff  | 1587 BRZ   | Douro Azul                                          | Verkehrt für Douro Azul und Nicko Cruises Schiffsreisen auf dem Douro. |
| 235     | 2005        | 9329356 | Douro Queen                | Flusskreuzfahrtschiff  | 1587 BRZ   | Douro Azul                                          | Verkehrt für Douroazul auf dem Douro. |
| 210     | 2007        | 9381275 | Corvo                      | Mehrzweckfrachtschiff  | 7064 BRZ   | Mutualista Açoreana de Transportes Marítimos        | Linienverkehr zwischen portugiesischem Festland und den Azoren. |
| 258     | 2008        | 9434060 | Spitsbergen                | Passagierschiff        | 7344 BRZ   | Atlânticoline                                       | Als Atlântida für den Fahrverkehr der Azoren geplant, nach Vertragskündigung 2009 als Personen- und Autofähre für Regierung Venezuelas vorgesehen, aber aufgelegt; Umbau zum Kreuzfahrtschiff, seit 2015 bei Hurtigruten AS. |
|         | 2011        |         | NRP Viano do Castelo       | Hochseepatrouillenboot | 1850 t     | Marinha Portuguesa                                  | Erstes Boot der Viana-do-Castelo-Klasse mit Kennung P 360. Die Boote sind für Hochseepatrouillen, Fischereischutz sowie Such- und Rettungsdienste konzipiert.                                                                |
|         | 2013        |         | NRP Figueira da Foz        | Hochseepatrouillenboot | 1850 t     | Marinha Portuguesa                                  | Zweites Boot der Viana-do-Castelo-Klasse mit Kennung P 361. |